# Mikel Schreuders
Mikel Schreuders, född 21 september 1998, är en arubansk simmare.

## Karriär
Schreuders tävlade för Aruba vid olympiska sommarspelen 2016 i Rio de Janeiro, där han blev utslagen i försöksheatet på 200 meter frisim. Vid olympiska sommarspelen 2020 i Tokyo blev Schreuders utslagen i försöksheatet i två grenar. Han slutade på 30:e plats på 100 meter frisim och på 33:e plats på 200 meter frisim.